# Giuseppe Tomasi di Lampedusa
 Giuseppe Tomasi di Lampedusa (Palermo, 1896. december 23. – Róma, 1957. július 23.) olasz író. A párduc című posztumusz megjelent regényével vált világhírűvé.

## Életpályája
Kétgyermekes szicíliai arisztokrata családban született. Kéthetes volt, amikor két évvel idősebb nővére 1897 elején meghalt diftériában. Egykeként nagyon szoros szál fűzte anyjához, apjával ezzel szemben kapcsolata hideg volt.
Gyermekkorában otthon tanította egy tanárnő, anyjától a francia nyelvet, nagyanyjától pedig az irodalom szeretetét tanulta.
1911-ben Rómában kezdte a gimnáziumot, majd Palermóban folytatta. 1915-ben ugyancsak Rómában jogi tanulmányokba kezdett, majd még ugyanabban az évben, az első világháborúban, hazája pálfordulásakor katonai szolgálatba lépett. Részt vett a caporettoi ütközetben, ahol a Monarchia csapatai foglyul ejtették. Magyarországon volt hadifogságban, ahonnan megszökött, és gyalog tért vissza. Hadnagyként szerelt le, majd hazatért Szicíliába, ahonnan gyakran utazgatott az anyjával, illetve a külföldi irodalmat tanulmányozta.
1925-ben unokatestvérével Genovába ment, ahol kb. hat hónapig élt, miközben a Le opere e i giorni irodalmi folyóiratnak dolgozott.
1932-ben feleségül vette a lett Alexandra Wolff Stomersee-t, a pszichoanalízis kutatóját, akivel Palermóban éltek, ám személyiségük különbözősége miatt a nő hamar visszatért Lettországba.
1934. június 25-én meghalt az apja. Főúri címeit ő örökölte. Ettől kezdve Don Giuseppe Tomasi lett, Palma 12. hercege, Lampedusa 11. fejedelme, Torretta és Montechiaro bárója, első osztályú spanyol grand.
1940-ben rövid ideig ismét egyenruhát öltött, majd hazatért, és anyjával Capo d’Orlandóban húzták meg magukat. Egy idő után ide menekült felesége is.
Anyja 1946-os halála után ismét összeköltözött a feleségével. 1953-ban fiatal értelmiségiekkel kezdett el találkozgatni, és egyiküket, Gioacchino Lanza Tomasit pár év múlva adoptálta.
Tomasi di Lampedusa gyakran vendégeskedett unokatestvérénél, akivel 1954-ben elutaztak egy San Pellegrino Terme-i irodalmi konferenciára. Ott ismerkedett meg Eugenio Montaléval és Maria Belloncival. Hazatérése után kezdte el írni A párduc (Il gattopardo) című történelmi regényét, amelyet 1956-ban fejezett be. Művét sokáig nem vették komolyan a könyvkiadók.

### Halála és posztumusz sikere

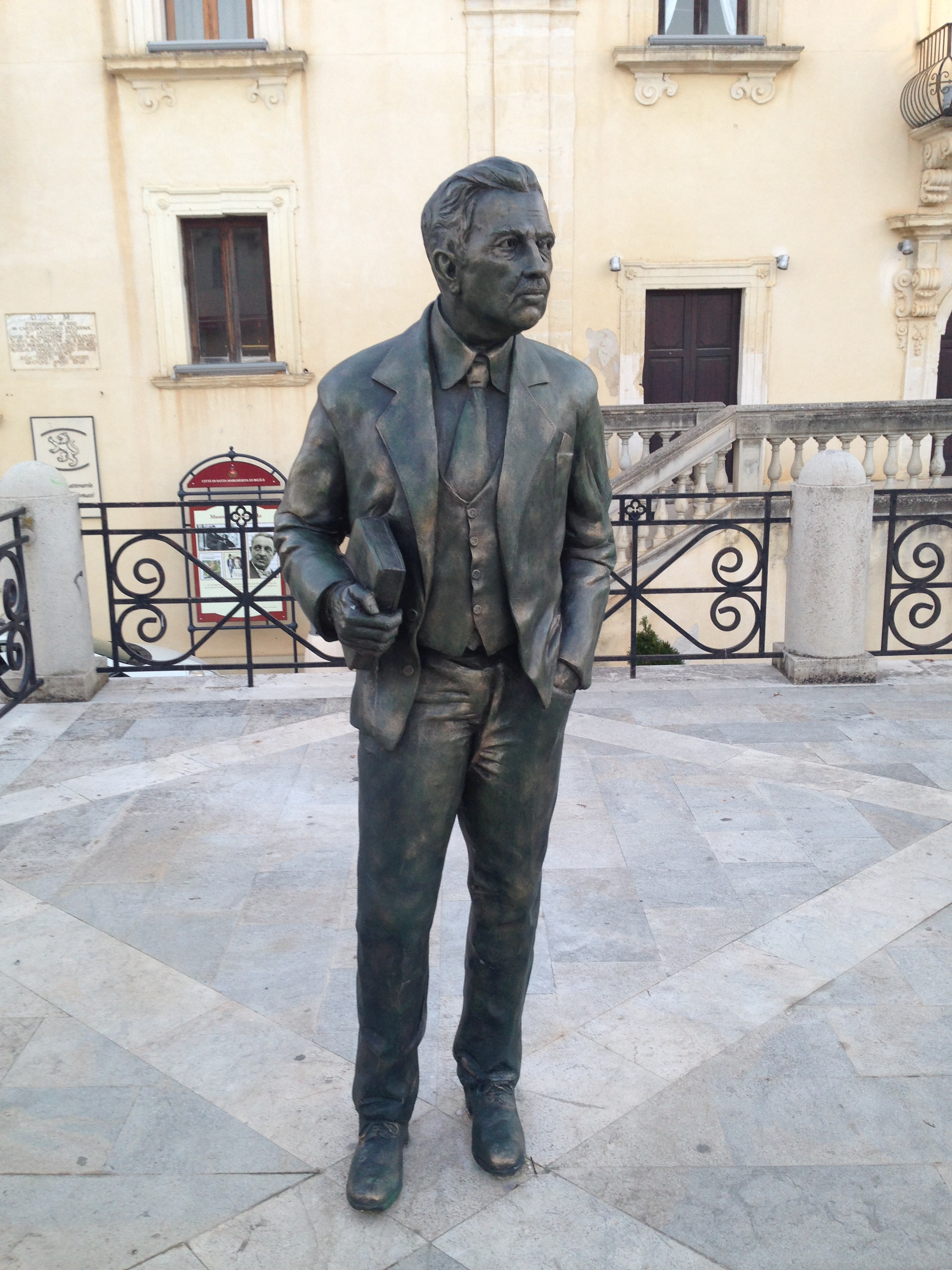
Tomasi di Lampedusa szobra Santa Margherita di Belice kisvárosban

1957-ben tüdőrákot diagnosztizáltak nála, és még abban az évben meg is halt. Búcsúlevelében arra kérte feleségét és fogadott fiát, hogy mindent tegyenek meg A párduc közzétételéért, de ne a saját költségükön, mert az megaláztatás lenne. Regényét már csak halála után, 1958-ban adták ki. Egy év alatt negyven kiadást ért meg, és azonnal világsiker lett.
Luchino Visconti filmre vitte A párducot, és elnyerte vele az 1963-as cannes-i filmfesztivál fődíját.

## Munkássága
- A párduc (1958)
- Racconti (1961)
- Lezioni su Stendhal (1977)
- Invito alle Lettere francesi del Cinquecento (1979)
- Il mito, la gloria (1989)
- Letteratura inglese (1990–1991)
- Viaggio in Europa. Epistolario 1925–1930

### Magyarul
- A párduc; ford. Füsi József et al., jegyz. Gábor György, előszó Simó Jenő; Magvető, Budapest, 1961 (Világkönyvtár)
- A párduc / Lighea; ford. Füsi József, Gábor György, utószó Szörényi László; Európa, Budapest, 1984 (A világirodalom klasszikusai)
- Lighea; ford., utószó Gábor György / Borsos Miklós szobrai és rézkarcai; fotó Gink Károly; Magyar Helikon–Európa, Budapest, 1967